# Melinopterus sphacelatus
Melinopterus sphacelatus är en skalbaggsart som beskrevs av Georg Wolfgang Franz Panzer 1798. Melinopterus sphacelatus ingår i släktet Melinopterus och familjen Aphodiidae. Utöver nominatformen finns också underarten M. s. ponticus.